# Соціальна пам'ять
Соціальна пам'ять (англ. Collective memory) — форма трансляції символічного капіталу певних соціальних груп, є виразником групових цінностей, уявлень, настанов.

## Визначення поняття
Соціальна пам'ять виступає носієм норм та цінностей соціальних груп, накопичує та зберігає «соціальний капітал» і забезпечує його використання в процесах спілкування й відтворення накопиченої соціальної інформації.
Соціальна пам'ять вивчається фахівцями різних наук: філософів, психологів, істориків і соціологів. У відомій нам науковій літературі немає єдиного поняття та єдиного розуміння системи соціальної пам'яті, її структури та змісту. Існують різні визначення системи соціальної пам'яті залежно від методологічного підходу до її вивчення.
- Згідно з інформаційним підходом, соціальна пам'ять — це «система засобів перетворення та зберігання інформації в суспільстві», або пам'ять стали визначати як «передачу інформації тимчасовим каналом»[2].
- З точки зору психології, соціальна пам'ять визначається як термін, що слугує для позначення всієї інформації, наявної в суспільстві[3].

Зміст того, що відповідає цьому терміну, включає також «механізми та способи переробки інформації, обумовлені світоглядними установками».
- З боку комунікаційного підходу, який пропонує О. Соколов, соціальна пам'ять визначається як «мнемічна діяльність і рух сенсів у соціальному часі»[4].
- Філософський підхід застосовано у працях естонського вченого Я. Ребане. Він одним з перших у радянській науковій літературі використав поняття «соціальна пам'ять»[5].

З поняттям соціальної пам'яті корелюються такі концепти, як: культурна, колективна пам'ять, історична пам'ять, «контрапам'ять», місце пам'яті, «історична правда», «історичний досвід», «комунікативна традиція».

### Система соціальної пам'яті
Поняття «система соціальної пам'яті» — більш широке та розуміється як пам'ять певного суспільства або етносу. Для будь-якого суспільства (національної держави) існує відповідна йому система соціальної пам'яті. Зміст системи соціальної пам'яті включає її історичну та ідеологічну зумовленість, унаслідок чого набувається її національна специфіка.
У конкретному суспільстві система соціальної пам'яті відображає його історичну та культурну своєрідність, що визначає певні орієнтири для сприяння соціальній і національній ідентифікації членів суспільства. Згідно з системним підходом, зміст системи соціальної пам'яті можна розглядати як цілісну, структурно організовану сукупність об'єктів та суб'єктів пам'яті.

## Історія дослідження
Соціологічне розуміння соціальної (колективної) пам'яті започаткував французький учений М. Гальбвакс (він використовував поняття «колективна пам'ять», але з контексту зрозуміло, що мається на увазі більш загальне поняття соціальної пам'яті, яке стало використовуватись у сучасній соціології).
Він запропонував свою концепцію пам'яті. М. Гальбвакс виходить з того, що індивід має два види пам'яті — індивідуальна та колективна (групова). Використовуючись Дюркгеймовські «колективні уявлення», Гальбвакс переносить розгляд пам'яті в навколишнє середовище, соціальний контекст, який оточує індивіда. З одного боку спогади людини вписуються в рамки її особистого життя, а з іншого — він може поводити себе як член групи, викликаючи в пам'яті спогади, що торкаються, зачіпають його групу. 
|  | Ці дві пам'яті часто проникають одна в одну, але не змішуються. І індивідуальна і групова пам'ять розвиваються по своїм власним законам. Індивідуальна може спертися на групову, коли це необхідно, коли необхідно уточнити якийсь спогад. Якщо індивідуальні спогади потрапляють в колективну пам'ять, вони змінюються і вже не є свідомістю особистості |

.
Значний внесок у дослідження цієї проблеми зробив також П. Рікер. З останніх досліджень проблематики соціальної пам'яті в Україні можна відзначити праці В. Жадька, Г. Коньшиної, М. Кулика, О. Фостачук та інші. Незважаючи на активну зацікавленість серед учених проблемами соціальної пам'яті, у відповідній літературі бракує ретельного теоретичного аналізу системи та культури соціальної пам'яті.

Ю. Мєкаєва підкреслює інтегральне значення соціальної пам'яті: 
|  | Кожна група в суспільстві має власний символічний капітал. Пам'ять може виступати формою трансляції цього капіталу. Таким чином, пам'ять є виразником групових цінностей і уявлень. |

 .

## Соціальна пам'ять такомунікація
Соціальні групи беруть на себе виконання певних суспільних функцій, що пов'язано з накопиченням позитивного досвіду, збереження та передачі його між членами цієї групи. Для цього соціальні групи створюють систему соціальної комунікації, основу якої складає групова соціальна пам'ять. По суті така пам'ять не є сумою індивідуальної пам'яті її членів, а є продуктом та результатом взаємодії суб'єктів, що комунікують. У індивідуальній та груповій пам'яті зберігаються окремі соціальні факти, які відтворюються у свідомості людей для того, щоб розуміти дійсність теперішнього, а також впливають на створення моделі майбутнього.
Комунікуючими суб'єктами у суспільстві є не лише окремі індивіди, але й засоби масової інформації, які також є потужними факторами впливу на соціальну пам'ять групи.
Структура простору соціальної пам'яті: 
- Індивідуальний досвід;
- Груповий досвід;
- Отримання значимої соціальної інформації із ЗМІ;
- Прийняття та використання загальних моральних норм, що притаманні сучасному соціуму.

## Соціальна пам'ять таЗМІ
Одним із основних способів забезпечення надходження мнемічної інформації у фонд соціальної пам'яті є спілкування, комунікація і безпосередня взаємодія індивідів певної соціальної групи або з інших комунікаторів. Одними з потужних комунікаторів власне виступають засоби масової інформації, адже вони як і безпосередні учасники групи можуть актуалізувати певну інформацію та соціальний досвід під певною точкою зору, таким чином впливаючи на соціальну пам'ять в цілому.
ЗМІ є тим інструментом, які можуть актуалізувати певний соціальний досвід соціально-історичної пам'яті актуалізується у певний період, коли з'являється необхідність визначитись із своїм ставленням до тих чи інших подій минулого (наприклад, 9-го травня в західних регіонах України загострюється полеміка щодо оцінки певних історичних діячів та явищ).
Однак через вибіркову актуалізацію (лише певних частин) історичної пам'яті відбувається надмірне спрощення (один із видів маніпуляцій в медіа).
Людмила Малес справедливо відзначає в сучасному українському суспільстві вибірковий характер соціальної пам'яті, яка 
|  | на догоду нерефлексивній простоті сприйняття та некритичності, проводжує спрощену, аж до бінарності, картинку минулого та сучасного суспільства для щоденного вжитку, де огульно змальовано "своїх" через протиставлення "чужим" — клятим вороженькам та іншим неприятелям. |

Бінарні опозиції спрощеної соціальної пам'яті сприяють політичній, етнічній і регіональній поляризації, що приводить кінець кінцем до певної конфігурації влади і, далі, до перерозподілу ресурсів, економічній нерівності регіонів і далі до невизначених економічних і політичних наслідків. Трансформація соціальної пам'яті призводить до нових інсталяцій цього виду пам'яті, руйнуванню колишніх уявлень на користь сучасному штучно створеному дискурсу.

### Шаблони медіа та вплив на соціальну пам'ять
Один з інструментів, за допомогою якого ЗМІ впливають на формування соціальної пам'яті є шаблони медіа (media templates).
Щоб відрізнити ці шаблони на фоні інших згадок історичних подій, на меті яких не є маніпулятивне подання інформації автори досліджень визначають певну низку особливостей таких шаблонів:
- Медіашаблони використовуються, щоб пояснити сучасні події, у порівнянні і часто як доказ сучасним подіям. Тобто медіа шаблони використовуються ретроспективно більшою мірою, аніж стосуючись сучасності.
- Медіашаблони часто мають єдине значення і єдину точку зору і не передбачають можливості дискусії чи дебатів, не представляють різні сторони явища.

Окрім цього медіа шаблони добре спрацьовують через такі свої властивості:
- Спрощення та спотворення.

У процесі трансформації ключових подій у шаблони, деталі губляться, зміщуються акценти, забуваються факти і можуть бути репрезентовані спотворено.
- Мінімальні можливості представлення альтернативного погляду.

Спрощене висвітлення мінімізує можливість аудиторії перевірити деталі, альтернативні погляди, здійснити самостійний аналіз.
- Осмос.

Смисли та значення подій прив'язані до шаблону є видозміненими, а відтак неправдивими. Вони частково є створені зв'язком між цими епізодами та ключовими подіями про які йдеться та подій чи явищ до яких ці випадки прив'язані.
Шаблони є дуже потужними, часто невидимими, впливовими, однак вони не є незамінними. Їх можна розпізнати та помітити через порівняння різних досвідів та спогадів аудиторії (персонального досвіду), а також через наявність певних супереч між різними медіа шаблонами. Такий спосіб також є дієвим і для «розвінчування міфів» у соціальній пам'яті спільноти.
Соціальні історики зауважують, що записи історичних подій є «незайманими актами пам'яті», але скоріш за все вони є спробами «переконати та сформувати пам'ять інших».

## Медіатизація пам'яті
Поруч із соціальною пам'яттю нерозривно є пам'ять індивідуальна. Індивідуальне минуле є можливістю реконструкції макроісторії через сукупність різних за своєю повнотою та достовірністю, інформативністю особистих документів.
У сучасному медіасередовищі особливо значимою є Медіатизація медійна пам'яті у віртуальному середовищі.
Медіатизація охопила різні сфери. Соціологи, правники говорять про «медіатизацію суспільства» як про становлення соціуму особливого типу. Відбувається медіатизація політики, сфери культури, системи виховання та освіти, різних типів інформації — усі ці сфери переміщаються у символічний простір ЗМІ.
У цьому контексті можна говорити і про медіатизацію пам'яті — віртуалізація соціального механізму запам'ятовування/забуття, різноманіття форм репрезентації минулого у просторі повсякденності, що транслюються в медіасфері. Сучасні інформаційно-комунікаційні технології дозволили значно розширити практики представлення минулого, а також коло осіб, що розміщують і споживають меморіальну інформацію.
Міжкультурна і міжнаціональна взаємодія, переписування історії, конструювання національної ідентичності — усе це не можливо відтепер без медіаресурсів. Однак відтепер такими медіаресурсами є не лише телебачення, друковані видання, радіо, листи чи інші матеріальні залишки автобіографічного характеру, але й такі медіатексти як записи у блогах, висловлювання на форумах та тематичних порталах, сторінках у соціальних мережах.
Специфіка сучасних медіа значною мірою в тому, що подане у них, навіть протирічне до фактів історії чи медіа подачі «традиційних медіа» будуть сприйняті як реальні, адже цю інформацію вони отримають з середовища людей, які належать до їх мережевої структури (представники різних соціально-професійних груп, ідеологічних прихильників, прихильників певної практики тощо), а означає, що до такої анонімізованої інформації буде вищим рівень довіри.

### Характеристики медіапам'яті
Характеристики медіапам'яті:
1. Фотопам'ять. 
Завдяки легкості створення сучасних фото, їх високій якості та можливості подальшої корекції забезпечили широке використання фото у блогосфері та соціальних мережах. На фото легше зобразити, аніж висловити вербально будь-яку інформацію, яку хоче передати автор — свята чи будні, віддзеркалення подій та вчинків, емоцій, переконань. Фотоелементи мають не лише інформаційну функцію і мають смислове та меморіальне навантаження, але й зближують членів спільноти (хоч ця спільнота часто є анонімізованою та віддаленою для комунікатора).
2. Домінування сімейної, особистої пам'яті.
Важливим став жанр сімейних історій (англ. family history). Пам'ять про минуле — уся значима, тому дуже важливим стає усе, що збереглося. І хоч у блогах було багато осмислень і загального соціального контексту, багато текстів стосується саме тематики особистих роздумів, рефлексій, пам'яті.
 3. Демократизм та анонімність пам'яті.
Інтернет-середовище дозволяє учасникам виступати в різних ролях, створювати рзні образи у тому числі й пам'яті — ділитися досвідом, який вважає цінним і робити це саме тим способом, який автор обирає на свій розсуд. У результаті цього тексти виходять дуже різними. Цінності та колориту їм додає те, чого у формальних текстах певної епохи бути й зовсім не може — мовна свобода, часте використання просторіч та жаргонізмів та інше. З одного боку меморіальні свідчення часто губляться та «топляться» у нетрях «коментів» і можуть досягнути набагато меншої аудиторії, аніж того досягає інформаційне поле книг, періодики, телебачення та інших медіаресурсів, з іншого боку — пам'ять моментально оживає та підкріплюється іншими думками та досвідами. Відбувається своєрідна тріангуляція знання, соціальної пам'яті.

### Наслідки медіатизації соціальної пам'яті
Впровадження та масовізація аудіовізуальних засобів упродовж ХХ сторіччя вплинули на панівний стандарт контролю спогадів. По-перше, збільшилось число і розмаїття джерел свідчень про минуле, по-друге, змінився тип соціальнокультурної репродукції. За О. Нагорною, власні спогади про події або уявлення про них, сформовані завдяки історичній науці, витісняються яскра- вішими і виразнішими образами художньої літератури чи кінематографу.

## Пам'ять епохи медіа культури

### Стадії мнемогенези за У. Дж. Онгом
У концепції американського історика культури та літературознавця У. Дж. Онг, є чотири стадії мнемогенези:
1. від повторення (на стадії усної традиції) крізь
2. відновлення (рукописна культура) і
3. реконструкцію («галактика Гутенберга») до
4. деконструкції й антиспогаду (медіакультура).

|  | Остання, четверта, ультрасучасна стадія — це стадія медіакультури, культури електронного відтворення і використання інформації. Тексти на цій стадії лише демонструють, як ідеї і думки колись репрезентувались. Колективна пам'ять зводиться до „калейдоскопічного набору мігруючих образів“, перетворюючись на „місця псевдопам'яті“. Проблема комеморації в епоху медіа- культури, на думку автора, полягає в тому, що пам'ять деморалізується. Відповідно, ідентифікація стає наскрізь віртуальною і залежатиме від масового пориву, бажаного ефекту чи орієнтації. Пам'ять перестала бути здатністю, усвідомленим зусиллям пригадування, а перетворилась на безликі гігабайти, що редукували багатство людської цивілізації (книги, картини, музичні твори). У такий спосіб, дослідник доходить висновку, що медіакультура небезпечна для традиційних комеморативних практик, оскільки призводить до деконструкції пам'яті, гіпомнезії» |

.

### Концепція «індустрії пам'яті»
Постмодернізм розглядають як період подолання розриву з традицією, який спричинив модерн, ХХ сторіччя вирізняється виникненням «індустрії пам'яті», бо в жоден період не виникала така кількість музеїв, архівів і меморіалів. Прістонський історик А. Маєр наголошує, що сучасне зростання публічної колективної пам'яті неминуче збільшить світовий запас монументів та історичних музеїв, причому «таку тенденцію не можна вважати ні політично безневинною, ні плідною для історії, оскільки це спричиняє помилки щодо раціональних потенцій людства».
Створення «індустрії пам'яті» стало можливим внаслідок посилення впливу ЗМІ на масову свідомість. Звернення мас-медіа до проблем «історичної пам'яті», популяризація певних «місць пам'яті», історичних символів (Стіна плачу в Єрусалимі, меморіал Е. Преслі в Мемфісі, Бастилія, щорічно відвідувані мільйонами людей) яскраво засвідчують зв'язок комерції та історичної пам'яті, минуле перетворюється на товар.
«Пам'ять зі символічного хронотопу культури в епоху тотальної медіа культури перетворюється на безлику інформацію, яку можна скопіювати, видалити, заархівувати, закодувати чи переписати».